# Douglas Barr
Douglas Gregor Barr (Cedar Rapids, 1º maggio 1949) è un attore, regista e sceneggiatore statunitense.

## Biografia
Conosciuto per il ruolo di Howie Manson, l'assistente un po' ingenuo di Colt Seavers (Lee Majors) nella serie tv d'azione Professione pericolo (112 episodi dal 1981 al 1986) al fianco della bionda Jody (Heather Thomas).

### Vita privata
È sposato dal 1984 con l'attrice Clare Kirkconnell con la quale ha un figlio. Possiede uno stabilimento vinicolo a Napa Valley in California. 

## Filmografia

### Attore

#### Cinema
- La scala buia (The Unseen), regia di Danny Steinmann (1980)
- Benedizione mortale (Deadly Blessing), regia di Wes Craven (1981)
- Spaced Invaders, regia di Patrick Read Johnson (1990)
- Temptation - Ultimo inganno (Temptation), regia di Strathford Hamilton (1994)

#### Televisione
- Semi-Tough – serie TV, episodio 1x00 (1980)
- Ore 17: quando suona la sirena (When the Whistle Blows) – serie TV, 10 episodi (1980)
- Fantasilandia (Fantasy Island) – serie TV, episodio 4x07 (1980)
- Professione pericolo (The Fall Guy) – serie TV, 112 episodi (1981-1986)
- Love Boat (The Love Boat) – serie TV, episodi 5x22-5x23-8x09 (1982-1984)
- Trauma Center – serie TV, episodio 1x02 (1983)
- Hotel – serie TV, episodi 2x23-3x02 (1985)
- Il mago (The Wizard) – serie TV, 19 episodi (1986-1987)
- Dalle 9 alle 5, orario continuato (9 to 5) – serie TV, episodio 5x13 (1987)
- Quattro donne in carriera (Designing Women) – serie TV, 13 episodi (1987-1991)
- Superboy – serie TV, episodio 1x05 (1988)
- La signora in giallo (Murder, She Wrote) – serie TV, episodi 4x14-8x07 (1988-1991)
- A Peaceable Kingdom – serie TV, episodio 1x03 (1989)
- Come sposare un milionario (Rich Men, Single Women), regia di Elliot Silverstein – film TV (1990)
- Menu for Murder, regia di Larry Peerce – film TV (1990)
- CBS Schoolbreak Special – serie TV, episodio 8x04 (1991)
- Palm Springs, operazione amore (P.S.I. Luv U) – serie TV, episodio 1x11 (1991)
- Giochi segreti a Las Vegas (Hearts Are Wild) – serie TV, episodio 1x09 (1992)
- Hawaii missione speciale (One West Waikiki) – serie TV, episodio 1x01 (1994)

### Regista
- Sweet Valley High – serie TV, 14 episodi (1994-1996)
- Una verità da nascondere (Dead Badge) – film TV (1995)
- Un enigma per Rose (Conundrum) – film TV (1996)
- Ed McBain's 87th Precinct: Heatwave – film TV (1997)
- Per un corpo perfetto (Perfect Body) – film TV (1997)
- Il gemello perfetto (Cloned) – film TV (1997)
- Trovate mia figlia! (Vanished Without a Trace) – film TV (1999)
- Half a Dozen Babies – film TV (1999)
- Madri nel cuore (Switched at Birth) – film TV (1999)
- Scelte d'amore (Love Lessons) – film TV (2000)
- Per amore di Olivia (For Love of Olivia) – film TV (2001)
- Sesso, bugie e inganni (Sex, Lies & Obsession) – film TV (2001)
- 134 modi per innamorarsi (This Time Around) – film TV (2003)
- Una miss tutta tonda (Beautiful Girl) – film TV (2003)
- L'amore a portata di mouse (Perfect Romance) – film TV (2004)
- Confessioni di una giovane sposa (Confessions of an American Bride) – film TV (2005)
- For the Love of a Child – film TV (2006)
- To Be Fat Like Me – film TV (2007)
- The Note – film TV (2007)
- Un'occasione per amare (Taking a Chance on Love) – film TV (2009)
- Secrets of the Mountain – film TV (2010)
- The Jensen Project – film TV (2010)
- Game Time: Tackling the Past – film TV (2011)
- La scelta del cuore (Notes from the Heart Healer) – film TV (2012)
- Polo Nord - La magica città del Natale (Northpole) – film TV (2014)
- Polonord: Il potere magico del Natale (Northpole: Open for Christmas) – film TV (2015)
- Emma Fielding Mystery – miniserie TV, episodio 3 (2017)

### Sceneggiatore
- Il mago (The Wizard) – serie TV, episodio 1x04 (1986)
- Omicidio al buio (Fade to Black), regia di John McPherson – film TV (1993)
- Top models (The Cover Girl Murders), regia di James A. Contner – film TV (1993)
- Temptation - Ultimo inganno (Temptation), regia di Strathford Hamilton (1994)
- Una verità da nascondere (Dead Badge) (1995)
- Un enigma per Rose (Conundrum) – film TV (1996)
- Un'occasione per amare (Taking a Chance on Love) – film TV (2009)
- Secrets of the Mountain – film TV (2010)
- La scelta del cuore (Notes from the Heart Healer) – film TV (2012)